# Stonewood (Virginia Occidental)
Stonewood es una ciudad ubicada en el condado de Harrison en el estado estadounidense de Virginia Occidental. En el Censo de 2010 tenía una población de 1806 habitantes y una densidad poblacional de 819,39 personas por km².

## Geografía
Stonewood se encuentra ubicada en las coordenadas 39°15′0″N 80°18′20″O / 39.25000, -80.30556. Según la Oficina del Censo de los Estados Unidos, Stonewood tiene una superficie total de 2.2 km², de la cual 2.2 km² corresponden a tierra firme y (0%) 0 km² es agua.

## Demografía
Según el censo de 2010, había 1806 personas residiendo en Stonewood. La densidad de población era de 819,39 hab./km². De los 1806 habitantes, Stonewood estaba compuesto por el 95.85% blancos, el 1.83% eran afroamericanos, el 0.22% eran amerindios, el 0.33% eran asiáticos, el 0.11% eran isleños del Pacífico, el 0.11% eran de otras razas y el 1.55% pertenecían a dos o más razas. Del total de la población el 1.88% eran hispanos o latinos de cualquier raza.